# Rasa del Pi Gros
La Rasa del Pi Gros és un torrent afluent per la dreta del Riu Negre, al Solsonès.

## Territoris que travessa
Fa tot el seu curs per terme municipal d'Olius.

## Xarxa hidrogràfica
Aquesta rasa no té cap afluent